# Sheitel

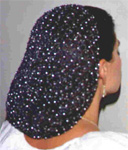
Una donna ebrea sposata che indossa una parrucca sheitel e un copricapo "snood"

Sheitel (yiddish:שייטל, sheytl m.sing., שייטלעך, sheytlekh m.plur. o שייטלען, sheytlen m.plur.; in ebraico פאה נוכרית ‎?) è una parola yiddish che significa parrucca o mezza-parrucca, indossata dalle donne ortodosse sposate in osservanza del requisito della Legge ebraica sulla copertura dei capelli. Tale pratica fa parte degli standard di modestia nell'abbigliamento per le donne (la tzniut). La parola sheitel probabilmente deriva dal tedesco scheitel (o "schedel" in olandese), che significa "cranio". Il rispettivo termine in ebraico è pe'àh (פאה).
Lo Shulchan Aruch cita l'opinione di rabbi Joshua Boaz ben Simon Baruch (morto nel 1557), che permetteva l'uso di parrucche.
In alcuni gruppi  chassidici gli sheitel vengono evitati poiché potrebbero dare l'impressione che il capo di chi lo indossi sembri scoperto. In altri gruppi, le donne indossano un altro copricapo sopra lo sheitel onde evitare questo problema. In netto contrasto, il Lubavitcher Rebbe incoraggiava le donne ebree sposate ad indossare solo lo sheitel.
Nel 2004 si è verificata una certa controversia sugli sheitel fatti con capelli naturali provenienti dall'India. Si era venuti a sapere che i capelli usati per la produzione delle parrucche erano stati presi dal Tempio Induista di Tirumala, e secondo la halakhah non si può trarre beneficio da oggetti usati per idolatria. La controversia ebbe termine quando fu chiaro che i capelli non venivano adorati né offerti come sacrificio alle divinità, ma erano stati tagliati per un rito di purificazione, escludendoli quindi dalle categorie proibite.
Oggigiorno le parrucche usate dalle donne ebree vengono fornite con certificato kosher ("hechsher"), che garantisce la loro provenienza ed esclude l'origine da rituali considerati idolatrici.
Comunque, la maggioranza delle donne ortodosse sposate, specialmente quelle sefardite e israeliane religiose, non indossano parrucche perché i rispettivi rabbini reputano che tali parrucche non siano sufficientemente modeste e quindi consigliano di portare altri tipi di copricapo, come il cappello o il tichel.